# Wola Zaradzyńska
Wola Zaradzyńska – wieś w Polsce położona w województwie łódzkim, w powiecie pabianickim, w gminie Ksawerów.
Prywatna wieś duchowna Wola Zaradzieńska położona była w drugiej połowie XVI wieku w powiecie szadkowskim województwa sieradzkiego, własność krakowskiej kapituły katedralnej. W latach 1975–1998 miejscowość położona była w ówczesnym województwie łódzkim.

## Historia
Od czasów Piastów obecne tereny Woli Zaradzyńskiej należały do księcia, który miał prawa je nadawać. Były to podmokłe tereny, zwane w związku z tym chropami. W XI wieku rozpoczęła się kolonizacja. Tereny osuszono, doprowadzano do stanu użyteczności. Początek miało osadnictwo Chocanów, Sulętów oraz Pabianów. Tereny te nie posiadały swojej własne nazwy, nazywano je chropami. Ludność kasztelanii tworzyła tzw. Opole Chropskie. Był to związek kierujący się samorządem, odpowiadającym przed władzą książęcą, odrabiający powinności i składający daniny na zamek w Sieradzu. Pod koniec XI wieku kasztelania przeszła na własność kapituły krakowskiej, w drugiej połowie XII wieku wraca zaś ponownie w posiadanie książęce. Po upadku Polski tereny te zajmowane były kolejno przez Prusy i Rosję. Po 1918 r. wróciły w posiadanie Polski.
W XIV w. można było już mówić o powstaniu wsi, która nosiła nazwę wtedy nazwę Wola Rypułtowska (od pobliskich Rypułtowic - dzisiejsza część Pabianic). Można było się spotkać również z nazwą Wola Zaredzeńska, tj. leżąca za lasami redzeńskimi. Potem powstała osobna nazwa Rydzyny, która zachowała się do dziś. Wola Rypułtowska już w XIV wieku należała do osad, które pierwotnie tworzyły parafię pabianicką wraz z Bychlewem, Jutrzkowicami, Ślądkowicami, Karniszewicami, Rypułtowicami, Chocianowicami, Łaskowicami, Retkinią, Rudą i Gadką. W XVI wieku Wola Zaradzyńska przeszła do kolegiaty łaskiej. Śladem rozgraniczenia dóbr tuszyńskich od wsi kapitulnych jest dokument Zygmunta Starego z Piotrkowa – 9 stycznia 1531 r. Na podstawie prawa książęcego i tego dokumentu wieś zobowiązana była do licznych posług, które mieszkańcy musieli pełnić wobec Zygmunta z Piotrkowa. Przywilej z 1602 roku zabraniał mieszkańcom Woli Zaradzeńskiej m.in. wytwarzania trunków. Musiano je kupować w Pabianicach.

W XVIII wieku wieś z powodu wojen, pożarów i epidemii została całkowicie wyludniona.

W 1921 r. w domu pana Stusio wynajęto pomieszczenie, służące jako trzyklasowa szkoła podstawowa. Pomieszczenie to okazało się jednak zbyt małe i powołano Społeczny Komitet Budowy Szkoły. Na przełomie lat 1929 i 1930 uruchomiono Szkołę Podstawową siedmioklasową II stopnia. Szkoła funkcjonowała do wybuchu II wojny światowej, kiedy uczono w niej dzieci osiedleńców. Szkoła w 1945 r. została wyzwolona. Była wtedy w złym stanie - brakowało podręczników, popsuta była elektryka. Szkołę naprawiano własnymi siłami mieszkańców wsi. Lata 1968–1970 były czasem remontów i kupna środków dydaktycznych.

W XX w. wieś nosiła nazwę Ziemia Włościan Woli Zaradzyńskiej. Kolejną nazwą była Wola Zaradzyńska, która zachowała się do dziś. Wioska wchodziła wtedy w skład gminy Widzew i powiatu łaskiego. Potem wieś weszła w skład gminy Pabianice i pozostała tam do końca roku 1996. W 1997 roku Wola Zaradzyńska weszła w skład gminy Ksawerów. W 2008 roku w Woli Zaradzyńskiej erygowano Parafię Najświętszej Maryi Panny Nieustającej Pomocy.

## Komunikacja
Przez Wolę Zaradzyńską przebiega droga krajowa nr 71.
We wsi jest 5 ulic:
- mjr Henryka "Hubala" Dobrzańskiego,
- Chmielna,
- Leśna,
- Południowa
- Miodowa.

Funkcjonuje linia autobusowa T obsługiwana przez MZK Pabianice.